# L'autre
L'autre är ett musikalbum av Mylène Farmer, släppt den 15 april 1991 på skivbolaget Polydor.

## Låtlista
1. Agnus Dei
2. Désenchantée
3. L'autre
4. Je T'aime Mélancolie
5. Psychiatric
6. Regrets
7. Pas De Doute
8. Il N'y A Pas D'ailleurs
9. Beyond My Control
10. Nous Souviendrons Nous